# Templi buddisti in Giappone

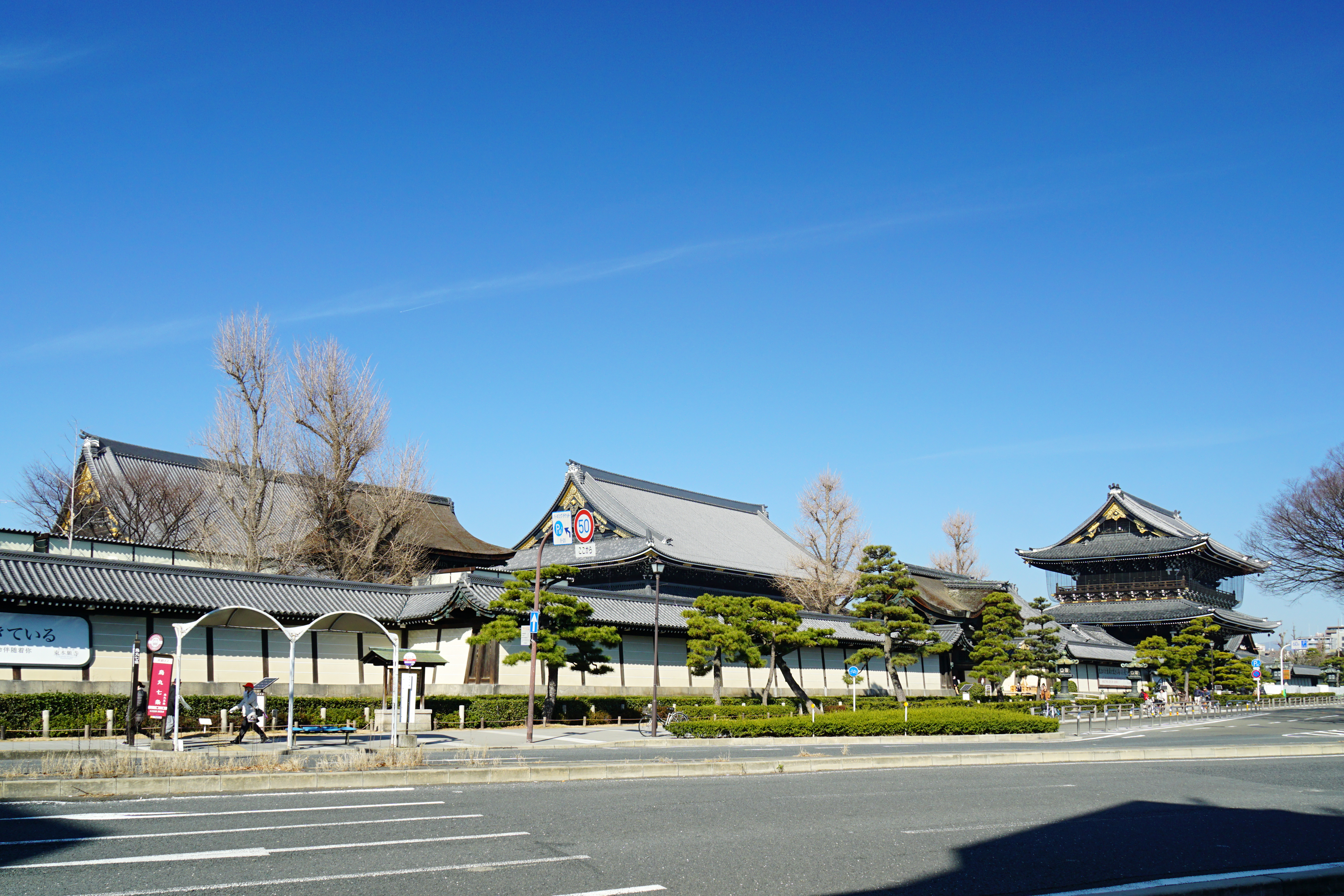
Higashi Hongan-ji a Kyoto

I templi buddisti sono, insieme ai santuari shintoisti, considerati tra gli edifici religiosi più numerosi, famosi e importanti del Giappone. La parola giapponese per un tempio buddista è tera (寺? lettura kun), ma lo stesso kanji può essere pronunciato come ji (lettura on), così che i nomi dei templi terminano frequentemente in -dera o -ji. Il suffisso -in (院?) è usato invece per riferirsi ai templi minori. Famosi templi come Kiyomizu-dera, Enryaku-ji e Kōtoku-in illustrano questo schema di denominazione.

## Strutture buddiste e shintoiste

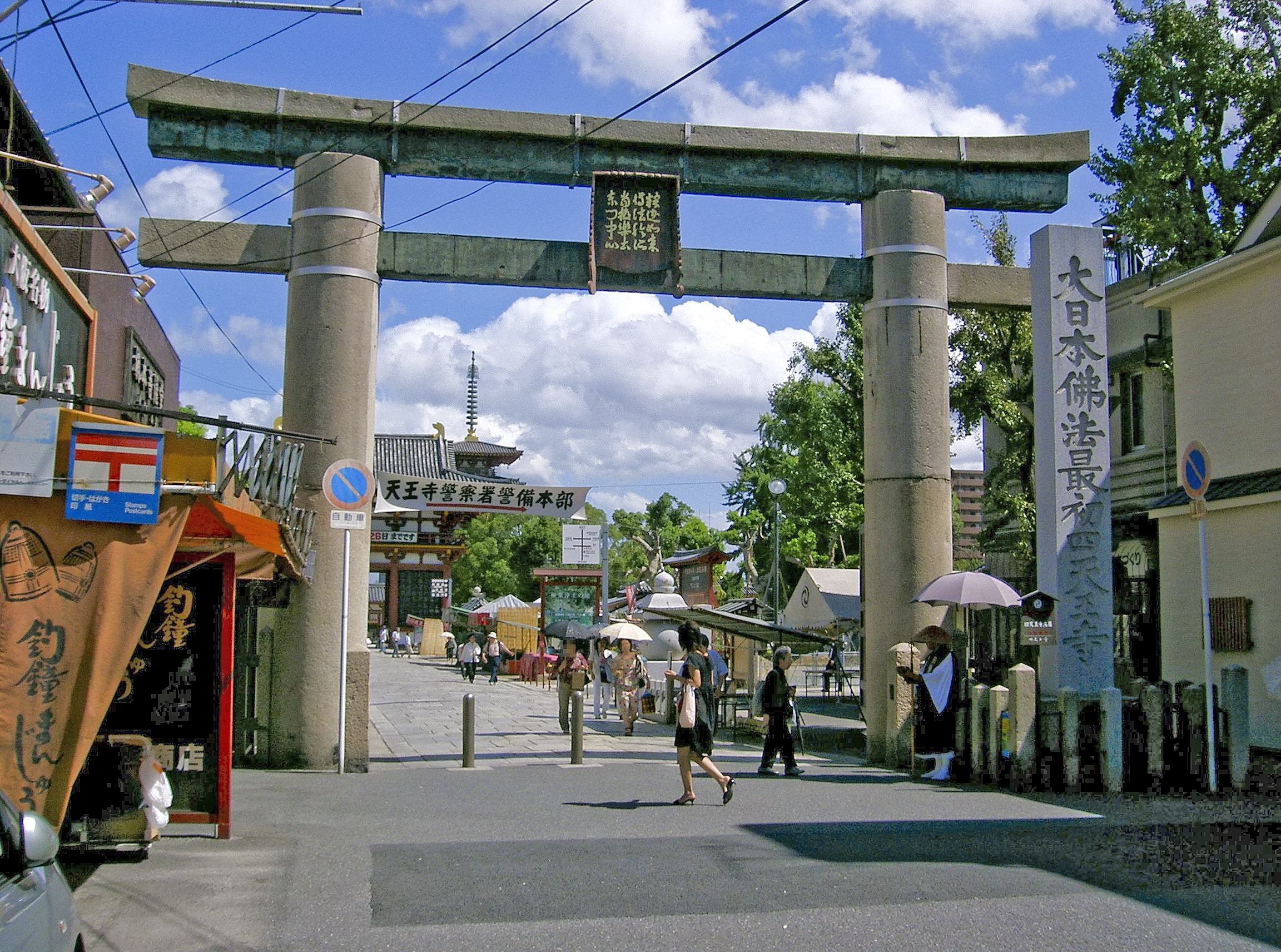
Un torii all'ingresso del Shitennō-ji, un tempio buddista di Osaka

In Giappone, i templi buddisti coesistono con i santuari shintoisti, ed entrambi condividono le caratteristiche fondamentali dell'architettura tradizionale giapponese. Non solo i torii, le porte solitamente associate solo allo shintoismo, possono essere trovate in entrambi, ma l'ingresso di un santuario può essere contrassegnato da un rômon, una porta che è di origine buddista e quindi può essere trovata molto spesso anche nei templi. Alcuni santuari, ad esempio Iwashimizu Hachiman-gū, hanno un cancello principale in stile buddista chiamato sōmon. Molti templi hanno un temizuya e komainu, come un santuario. Al contrario, alcuni santuari usano l'incenso o hanno un campanile shōrō. Altri - ad esempio, Tanzan Jinja a Nara - potrebbero persino avere una pagoda.

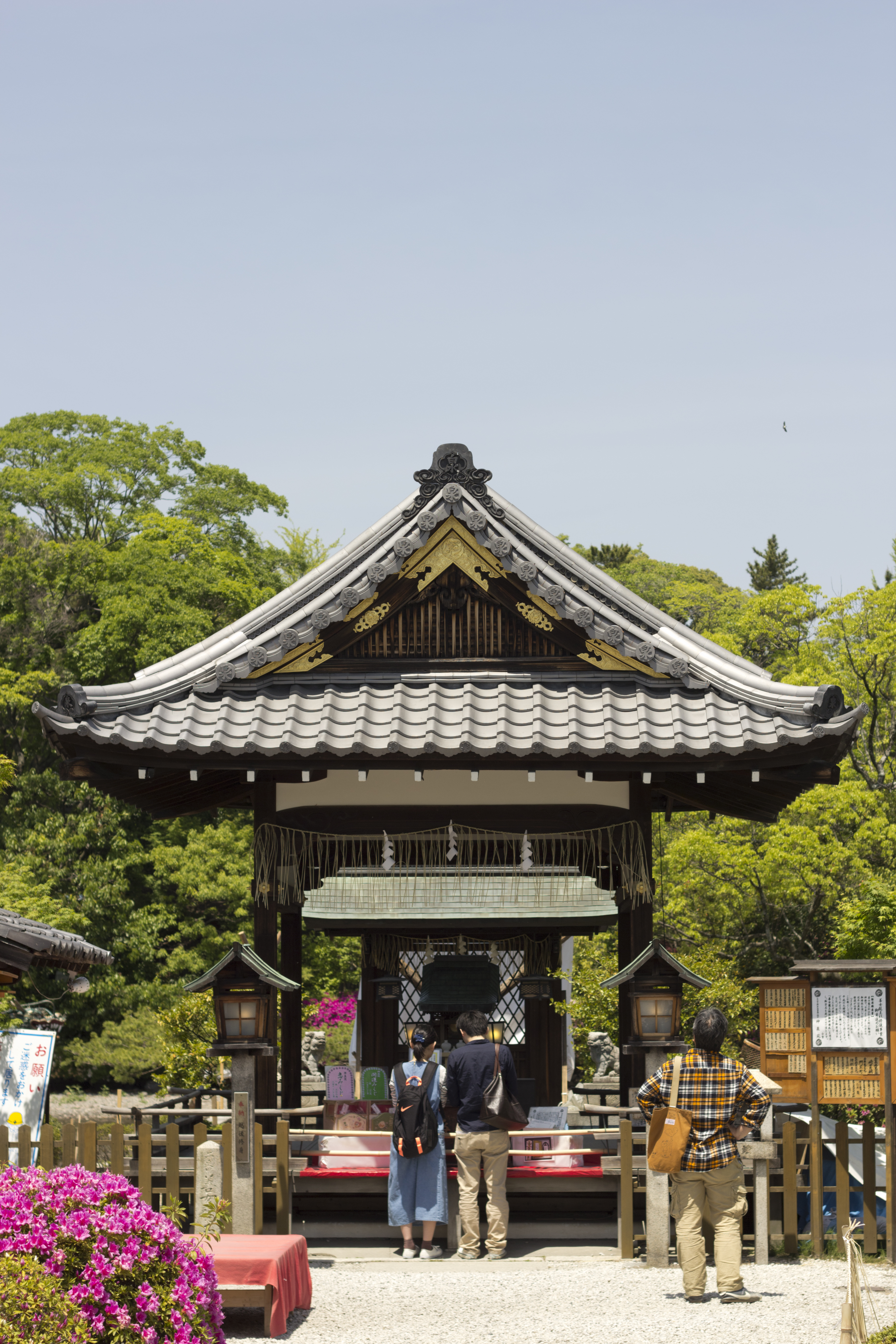
Honden del santuario Zennyo Ryūō, all'interno di un tempio Shingon a Kyoto

Anche le somiglianze tra templi e santuari sono funzionali. Come un santuario, un tempio buddista non è principalmente un luogo di culto: i suoi edifici più importanti sono usati per la custodia di oggetti sacri (l'honzon, equivalente allo shintai di un santuario), e non sono accessibili ai fedeli. A differenza di una chiesa cristiana, un tempio è anche un monastero. Esistono edifici specializzati per determinati riti, ma questi di solito sono aperti solo a un numero limitato di partecipanti. Le riunioni di massa religiose non si svolgono con regolarità come con le religioni cristiane e, in ogni caso, non si svolgono all'interno del tempio. Se molte persone sono coinvolte in una cerimonia, assumerà un carattere festivo e si terranno all'aperto.
La ragione delle grandi somiglianze strutturali tra i due risiede nella loro storia comune. In effetti è normale che un tempio sia stato anche un santuario, e in termini architettonici, le differenze ovvie tra i due sono quindi poche, tanto che spesso solo uno specialista può vederle.
I santuari che custodivano i kami locali esistevano molto prima dell'arrivo del buddismo, ma consistevano in aree di terra demarcate senza edifici o santuari temporanei, eretti quando necessario. Con l'arrivo del buddismo in Giappone nel VI secolo, i santuari furono sottoposti alla sua influenza e adottarono sia il concetto di strutture permanenti che l'architettura dei templi buddisti.

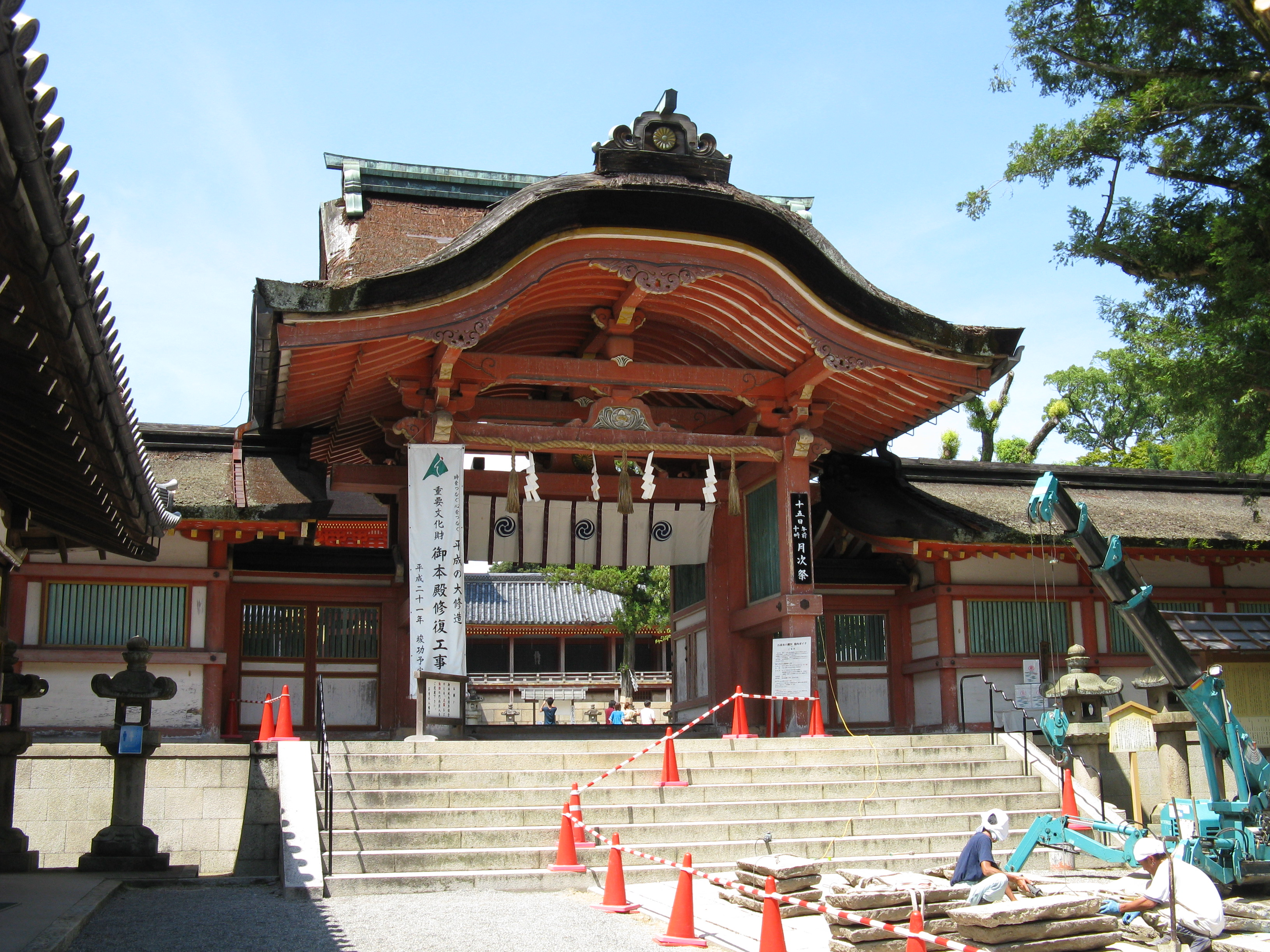
Un ingresso in stile buddista (karamon) a Iwashimizu Hachiman-gū

Lo sviluppo successivo del shinbutsu-shūgō (sincretismo del buddismo e adorazione dei kami) e della teoria honji suijaku portò alla fusione quasi completa del buddismo e del culto dei kami. È diventato normale per i santuari essere accompagnati da templi in complessi misti chiamati jingū-ji (神宮寺?, lett. tempio santuario) o miyadera (宮寺?, lett. tempio santuario). Era anche vero il contrario: la maggior parte dei templi aveva almeno un piccolo santuario dedicato ai suoi kami tutelari, e perciò venivano chiamati jisha (寺社?, temple shrines). La maggior parte dei jingūji dell'era Meiji è stata eliminata, ma ha lasciato intatto il jisha, tanto che ancora oggi la maggior parte dei templi ha almeno un santuario, a volte molto grande, e la dea buddista Benzaiten è spesso venerata nei santuari shintoisti.
Di conseguenza, per secoli santuari e templi avevano una relazione simbiotica in cui ciascuno influenzava l'altro. I santuari prendevano dal buddismo le sue porte (Mon), l'uso di una sala per i fedeli laici, l'uso del legno color vermiglio e altro, mentre l'architettura buddista cinese era adattata ai gusti giapponesi con stili più asimmetrici, maggiore uso di materiali naturali, e un adattamento del monastero all'ambiente naturale preesistente.
La netta separazione tra i templi buddisti e i santuari shintoisti, che oggi è la norma, emerge solo come risultato della legge dello shinbutsu bunri ("separazione di kami e buddha") del 1868. Questa separazione fu imposta dalla legge e molti templi-santuari furono costretti a diventare solo santuari, tra cui quelli famosi come Usa Hachiman-gū e Tsurugaoka Hachiman-gū.
Poiché il mescolare le due religioni era ormai proibito, jingūji doveva cedere alcune delle loro proprietà o smantellare alcuni dei loro edifici, danneggiando così l'integrità del loro patrimonio culturale e diminuendo il valore storico ed economico delle loro proprietà. Per esempio, il gigante Niō di Tsurugaoka Hachiman-gū (i due guardiani di legno di solito si trovano ai lati dell'ingresso di un tempio), essendo oggetti di culto buddista e quindi illegali per dove erano, furono venduti a Jufuku-ji, dove sono ancora. Il tempio-santuario doveva anche distruggere edifici legati al buddismo, per esempio il suo tahōtō, il suo midō e il suo shichidō garan.

## Architettura

### Caratteristiche generali

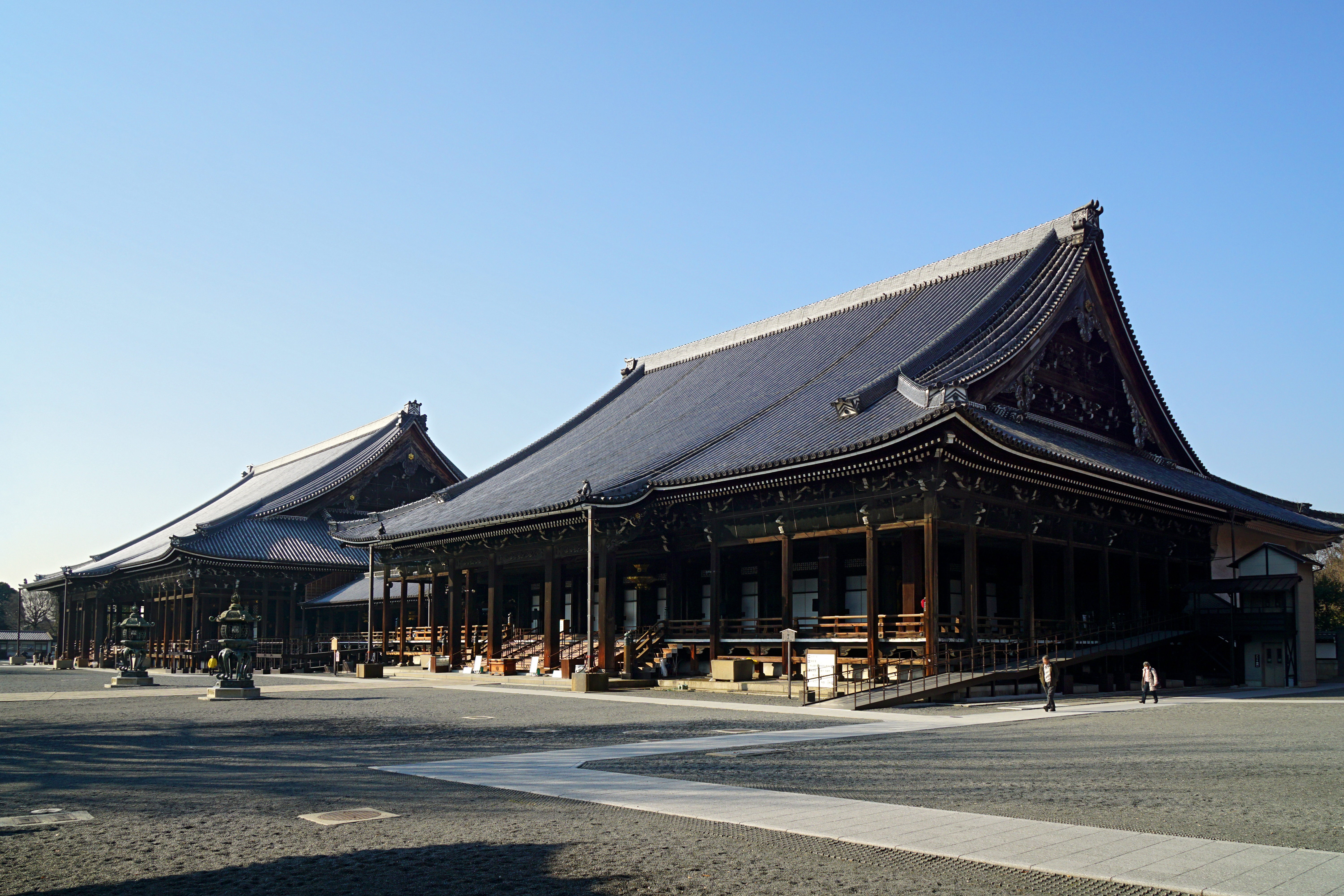
Il tetto è la caratteristica dominante di un tempio buddista.

L'architettura buddista in Giappone non è nativa, ma è stata importata dalla Cina e da altre culture asiatiche nel corso dei secoli con una tale costanza che sono rappresentati gli stili di costruzione di tutte le sei dinastie. La sua storia è di conseguenza dominata da tecniche e stili cinesi e altri asiatici (presenti anche nel Santuario di Ise, ritenuto la quintessenza dell'architettura giapponese) da un lato, e da variazioni originali giapponesi su quei temi dall'altro.
In parte dovuto anche alla varietà di climi in Giappone e al millennio compresi tra la prima importazione culturale e l'ultima, il risultato è estremamente eterogeneo, ma si possono comunque trovare molte caratteristiche praticamente universali. Prima di tutto è la scelta dei materiali, sempre il legno in varie forme (assi, paglia, corteccia d'albero, ecc.) Per quasi tutte le strutture. A differenza di entrambe le architetture occidentali e alcune cinesi, l'uso della pietra è evitato ad eccezione di alcuni usi specifici, ad esempio podi e fondazioni di pagoda.
La struttura generale è quasi sempre la stessa: palo e architrave sostengono un tetto ampio e dolcemente curvo, mentre le pareti sono sottilissime, spesso mobili e comunque non portanti. Archi e tetti a botte sono completamente assenti. Le curve del timpano e del cornicione sono più delicate che in Cina e l'entasia colonnare (convessità al centro) è limitata.
Il tetto è il componente più visivamente impressionante, spesso costituendo la metà delle dimensioni dell'intero edificio. Le gronde leggermente ricurve si estendono ben oltre le pareti, coprendo le verande e il loro peso deve quindi essere supportato da complessi sistemi di staffe chiamati tokyō. Queste gronde sovradimensionate conferiscono all'abitacolo una caratteristica oscurità, che contribuisce all'atmosfera del tempio. L'interno dell'edificio è normalmente costituito da una stanza singola al centro chiamata moya, dalla quale a volte partono altri spazi meno importanti, ad esempio corridoi chiamati hisashi.
Le divisioni dello spazio interno sono fluide e le dimensioni della stanza possono essere modificate attraverso l'uso di schermi o pareti di carta mobili. Il grande spazio singolo offerto dalla sala principale può quindi essere modificato in base alle esigenze. La separazione tra l'interno e l'esterno è di per sé stessa in qualche misura non assoluta, poiché è possibile rimuovere intere pareti, aprendo il tempio ai visitatori. Le verande sembrano essere parte dell'edificio per un estraneo, ma parte del mondo esterno per chi è nel tempio. Le strutture sono quindi fatte in una certa misura parte del loro ambiente. L'uso di moduli di costruzione mantiene le proporzioni tra le diverse parti della struttura costante, preservando la sua armonia complessiva. (A proposito delle proporzioni del tempio, vedi anche l'articolo ken).
Anche in casi come quello di Nikkō Tōshō-gū, dove ogni spazio disponibile è pesantemente decorato, l'ornamento tende a seguire, e quindi a sottolineare piuttosto che nascondere, le strutture di base.
Essendo condivisi da entrambe le architetture sacre e profane, queste caratteristiche architettoniche hanno reso facile la conversione di un edificio laico in un tempio. Ciò accadde per esempio a Hōryū-ji, dove la dimora di una nobildonna fu trasformata in un edificio religioso.

### Storia

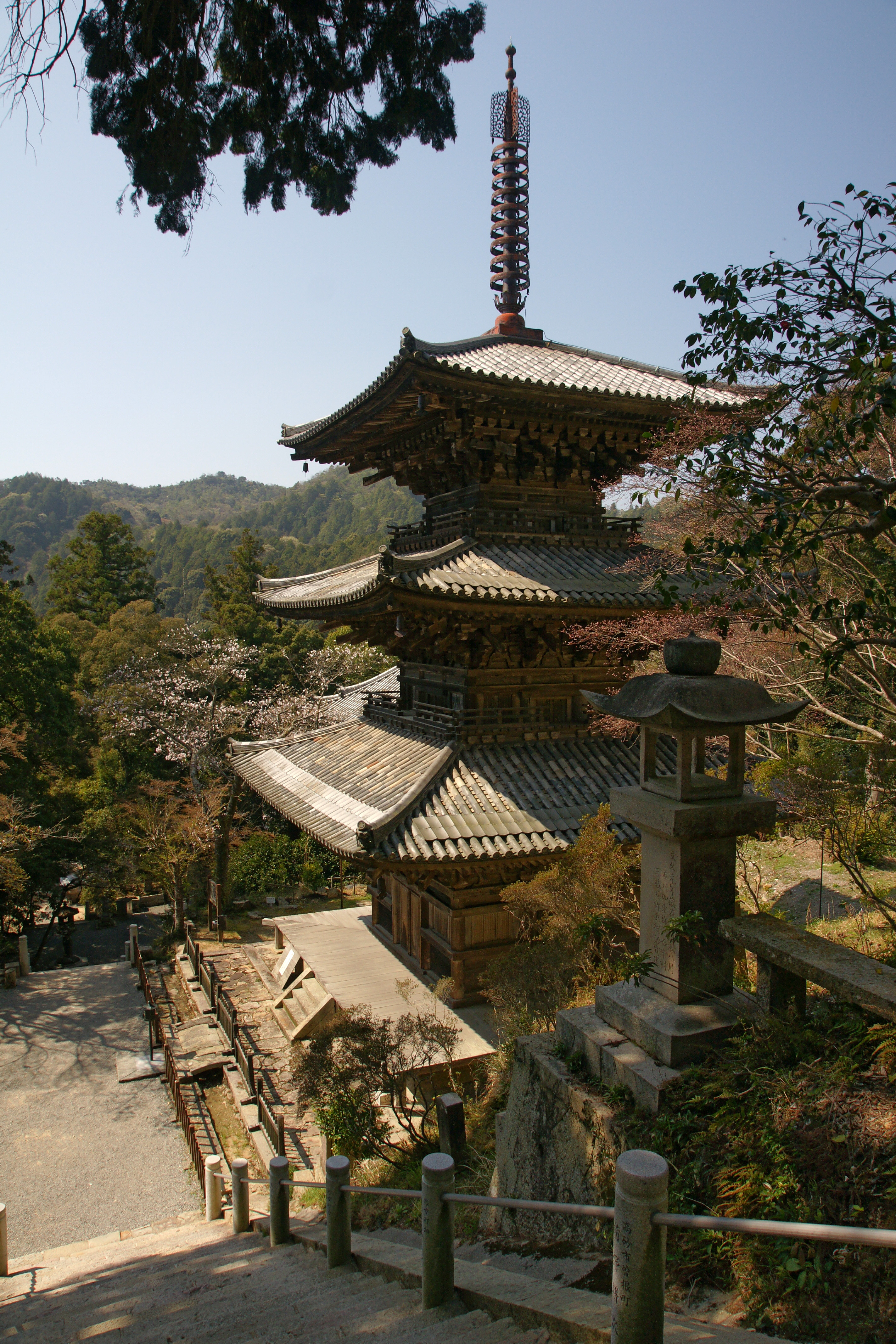
La pagoda di Ichijō-ji è un esempio dello stile wayō

L'architettura dei templi buddisti, come quella di qualsiasi struttura, è cambiata e si è sviluppata nel corso dei secoli. Tuttavia, mentre i dettagli particolari possono variare, i temi e gli stili generali hanno forti somiglianze e origini comuni.
Il già menzionato Hōryū-ji fu uno dei primi templi buddisti costruiti in Giappone. Le sue strutture primarie rappresentano lo stile attuale nella dinastia Sui del VI secolo. Il Kondō (Sala principale) è una struttura a doppio tetto, sostenuta da pilastri spessi e robusti, che danno una sensazione di audacia e peso.
La maggior parte dei templi buddisti in Giappone appartengono a uno dei quattro stili principali:
- Wayō - Uno stile sviluppato in arte e architettura in Giappone durante il periodo Heian dalle sette esoteriche Tendai e Shingon sulla base dell'architettura cinese contemporanea. Così chiamato per distinguerlo dagli stili cinesi importati, in architettura era caratterizzato da semplicità, astenendosi da ornamenti, uso di legno naturale e in generale materiali semplici.
- Daibutsuyō - uno stile architettonico religioso giapponese emerso tra la fine del XII e l'inizio del XIII secolo sulla base dell'architettura cinese contemporanea. Introdotto dal prete Chōgen, questo stile grandioso e monumentale era basato sull'architettura della dinastia Song ed era l'antitesi dello stile wayō semplice e tradizionale. I Nandaimon del Tōdai-ji e l'Amida Hall di Jōdo-ji sono gli unici esempi esistenti di questo stile.[10][11]
- Zenshūyō - Uno stile che prende il nome dai suoi creatori, la setta buddista Zen e che è emerso tra la fine del XII e l'inizio del XIII secolo sulla base dell'architettura cinese contemporanea. Il zenshūyō era originariamente chiamato karayō (唐様?, stile cinese) ma, come lo stile Daibutsu, fu ribattezzato da Ōta Hirotarō, uno studioso del XX secolo. Le sue caratteristiche sono i pavimenti in terracotta, i tetti pensili curvi decorativi (mokoshi) e i tetti principali molto curvi, le finestre a cuspide (katōmado) e le porte pannellate.[10][12] Tipico dello stile è anche la sala principale (Butsuden), che ha un solo piano ma sembra averne due perché ha un tetto coperto a falda chiamato mokoshi.
- Setchūyō - uno stile architettonico nato in Giappone durante il periodo Muromachi dalla fusione di elementi di tre stili precedenti, il wayō, il daibutsuyō e lo zen'yō. È esemplificato dalla sala principale del Kakurin-ji.[12][13] La combinazione di wayō e daibutsuyō in particolare divenne così frequente che a volte veniva classificata separatamente dagli studiosi sotto il nome Shin-wayō (新和様?, nuovo wayō).[12]

### Schema e posizionamento geomantico

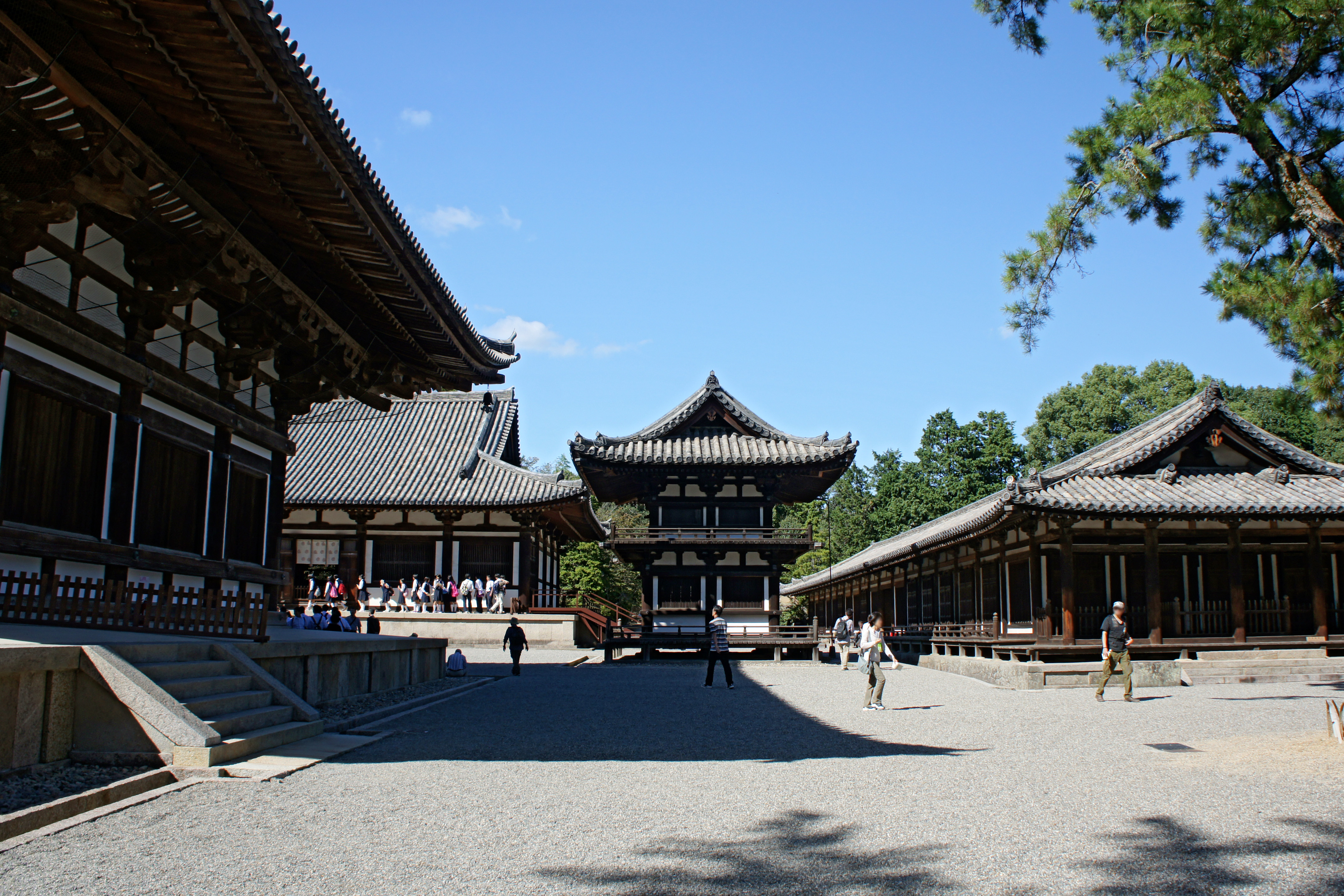
Parte del garan del Tōshōdai-ji (da sinistra a destra, il kondō, il kōdō, il korō e il Raiō)

I complessi del tempio buddista sono costituiti da un numero di strutture disposte secondo determinati concetti o linee guida.
La disposizione degli edifici principali  (伽藍配置?, garan haichi) è cambiata nel tempo. Un modello iniziale aveva un cancello, una torre, kondō e kodō in linea retta da sud a nord. I corridoi si estendevano a est e a ovest dai fianchi della porta, poi svoltarono a nord e infine si unirono a nord del kōdo, formando un chiostro attorno alla pagoda e alle sale maggiori. Questo schema, tipizzato da Shitennō-ji a Osaka, proveniva dalla Cina via Baekje; lo stile cinese dei templi buddisti, sebbene un po' modificato dalla Cina attraverso la penisola coreana, alla fine era basato su quello dei palazzi cinesi, e questo è evidente in molte delle caratteristiche di base del design che rimangono oggi nei templi di tutti e tre i paesi.
Un complesso di templi buddisti in Giappone generalmente segue lo schema di una serie di spazi sacri che circondano un cortile ed è entrato attraverso una serie di porte. Queste porte avranno in genere un paio di grandi statue di guardiani, chiamate Niō.
Inoltre, molti dei templi più importanti o potenti sono costruiti in luoghi che sono favorevoli secondo i precetti della geomanzia cinese. Ad esempio, si dice che l'Enryaku-ji, che si trova in cima al monte Hiei a nord-est di Kyoto, difenda la città dagli spiriti maligni, essendo collocata in quella direzione. Anche le caratteristiche di montagne e altri aspetti geografici in particolari direzioni attorno al tempio svolgono un ruolo importante. Questa usanza è continuata per molto tempo. Otto secoli dopo la fondazione dell'Enryaku-ji, lo shogunato Tokugawa stabilì il Kan'ei-ji in una direzione simile per la protezione del loro castello di Edo. Il suo nome di montagna, il monte Tōei (東叡山 Tōei-zan), prende il carattere dal Mount Hiei (比叡山 Hiei-zan), e può essere interpretato nel senso di "Monte Hiei dell'Est".
Tsurugaoka Hachiman-gū di Kamakura è ora solo un santuario shintoista, ma prima del Ordine di separazione scintoista e buddista (神仏判然令?) nel 1868, il suo nome era Tsurugaoka Hachiman-gū-ji (鶴岡八幡宮寺?, Tempio del Santuario Tsurugaoka Hachiman) ed era anche un tempio buddista, uno dei più antichi della città. Il tempio e la città sono stati costruiti pensando al Feng Shui. La posizione attuale fu scelta con cura come la più propizia dopo aver consultato un indovino perché c'era una montagna a nord l'Hokuzan (北山?), un fiume a est (il Namerikawa) e una grande strada a ovest il Kotō Kaidō (古東街道?), ed era aperto a sud (sulla Baia di Sagami). Ogni direzione era protetta da un dio: Genbu guardava a nord, Seiryū a est, Byakko a ovest e Suzaku a sud. I salici vicino agli stagni accanto al Museo di Arte Moderna rappresentano rispettivamente Seiryū e Byakko.
La geomanzia perse importanza durante il periodo Heian in quanto la disposizione del tempio fu adattata all'ambiente naturale, ignorando il fengshui.
Oltre alle considerazioni geomantiche, i templi buddisti, come ogni altra struttura religiosa, devono essere organizzati per servire al meglio i loro vari scopi. Lo spazio più importante in qualsiasi complesso di templi buddisti è lo spazio sacro in cui sono conservate le immagini di Buddha e bodhisattva e dove vengono eseguiti importanti rituali.

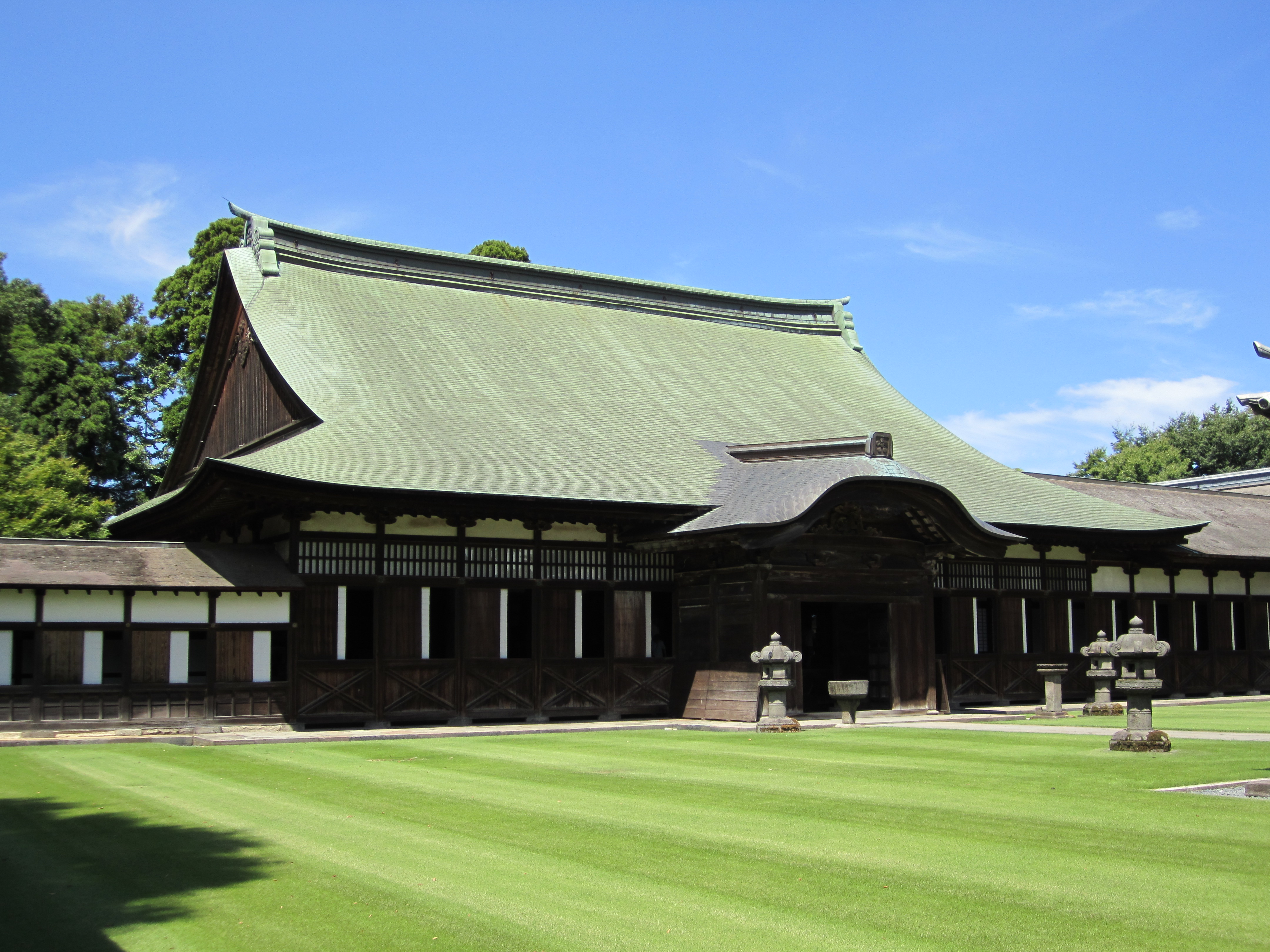
Hattō del Zuiryū-ji

Queste aree sono sempre separate da quelle accessibili ai fedeli laici, sebbene la distanza tra i due e le caratteristiche della loro separazione siano piuttosto varie. In molti templi, c'è poco più di una ringhiera di legno che divide lo spazio sacro con quella dei laici, ma in molti altri c'è una distanza significativa, forse un cortile coperto di ghiaia, tra i due.
Un'altra struttura o spazio di grande importanza accoglie i bisogni fisici quotidiani del clero. Gli spazi per mangiare, dormire e studiare sono essenziali, in particolare in quei templi che fungono da monasteri.
Secondo un testo del XIII secolo, "un garan è un tempio con un kon-dō (sala principale), una tō (pagoda), un kō-dō (sala conferenze), uno shōrō (campanile), un jiki-dō (refettorio), un sōbō (alloggi dei monaci), e un kyōzō (deposito delle Scritture, biblioteca)." Questi sono i sette elencati come elementi shichidō di un tempio Nanto Rokushū (南都六宗?, Le sei sette di Nara).
Un testo del XV secolo descrive come i templi scolastici Zen Sōtō (曹洞), Rinzai (臨済) includono un butsuden o butsu-dō (sala principale), un hattō (sala conferenze), un kuin (cucina e uffici), un sō-dō (edificio dedicato allo Zazen), un sanmon (ingresso principale), un tōsu (toilette) e un yokushitsu (bagno).

## Caratteristiche comuni del tempio

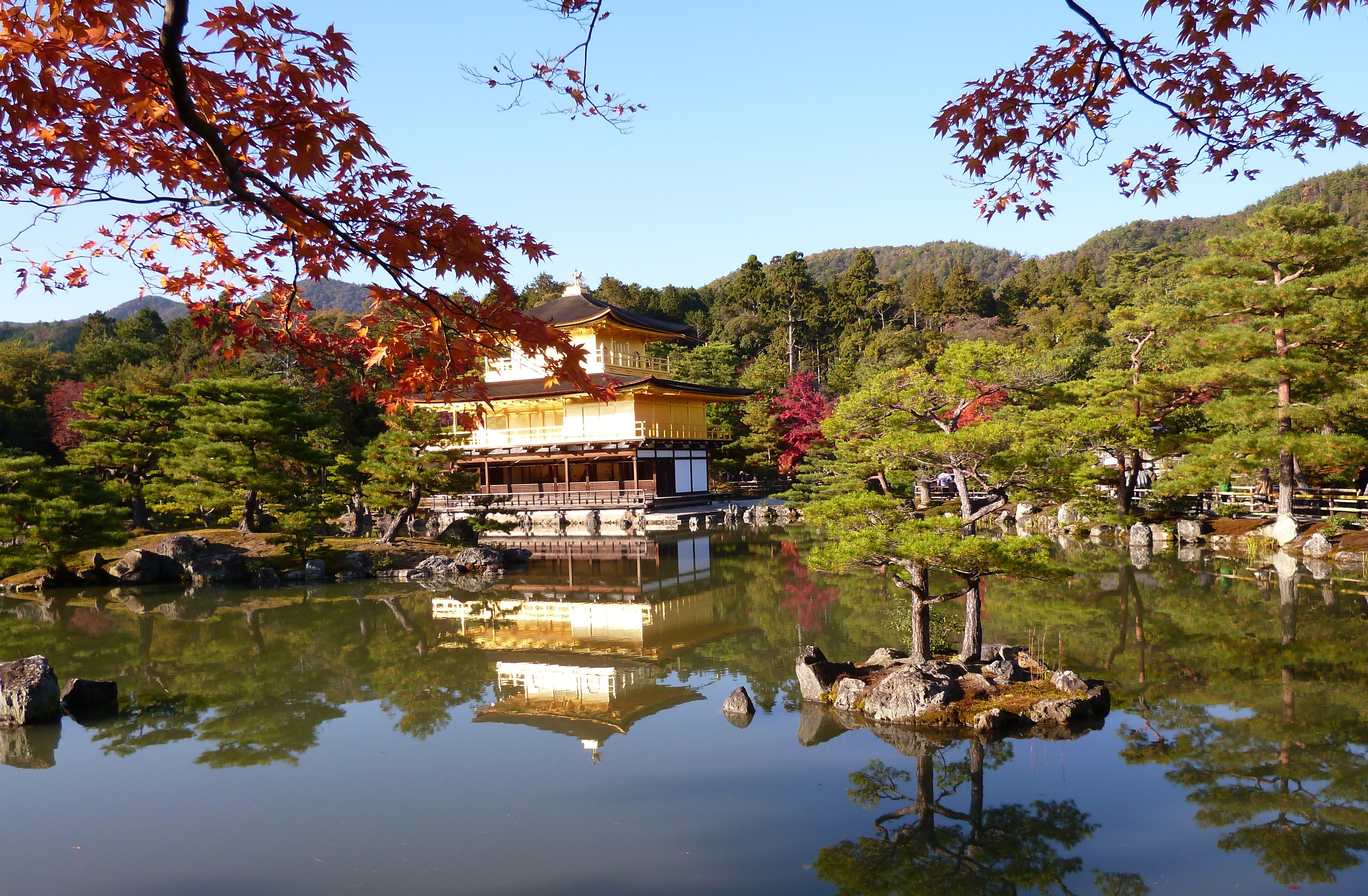
Tempio buddista Kinkaku-ji, dichiarato Patrimonio dell'Umanità dall'UNESCO.

- Butsuden o Butsu-dō (仏殿・仏堂) – lett. "Sala del Buddha".
  - La sala principale del tempio zen. Sembra avere due piani, ma in realtà ne ha uno solo e misura 3 × 3 o 5 × 5 insenature.
  - Qualsiasi edificio che consacra la statua del Buddha o di un bodhisattva e dedicato alla preghiera.[19]
- chinjusha (鎮守社/鎮主社) – un piccolo santuario costruito in un tempio buddista e dedicato al suo kami tutelare.[19]
- chōzuya (手水舎) – vedi temizuya.
- chūmon (中門) – in un tempio, la porta dopo il naindaimon collegato a un kairō.[19] Vedi anche mon.
- dō (堂) – Lett. sala. Suffisso per il nome degli edifici che sono parte di un tempio. Il prefisso può essere il nome di una divinità ad esso associata (ad esempio Yakushi-dō, o sala Yakushi) o esprimere la funzione dell'edificio all'interno della composizione del tempio (ad esempio hon-dō, o sala principale). Vedi anche Butsu-dō, hō-dō, hon-dō, jiki-dō, kaisan-dō, kō-dō, kon-dō, kyō-dō, mandara-dō, miei-dō, mi-dō, sō-dō, Yakushi-dō e zen-dō.
- garan – vedi shichi-dō garan.
- hattō (法堂) – lett. "Sala del Dharma". Un edificio dedicato alle conferenze del sommo sacerdote delle scritture buddiste (hō).[19]
- hōjō (方丈) – gli alloggi del capo sacerdote di un tempio Zen.[22]
- Hokke-dō (法華堂) – lett. "Sala del Sūtra del loto". Nel Buddismo Tendai, una sala la cui disposizione permette di camminare attorno a una statua per la meditazione.[22] Lo scopo del camminare è concentrarsi sugli Hokekyō e cercare la verità definitiva.[22]
- honbō (本坊) – residenza del jushoku, o capo sacerdote, di un tempio.[22]
- kairō (回廊・廻廊) – un lungo e coperto passaggio a portico che collega due edifici.[22]
- kaisan-dō (開山堂) – sala del fondatore, di solito in un tempio Zen. Costruita con una statua, un ritratto o una lapide commemorativa del fondatore del tempio o della setta a cui appartiene. I templi della setta Jōdo spesso lo chiamano miei-dō.[22]
- karamon (唐門) – termine generico per un ingresso con un tetto ad arco.[22] Vedi anche mon.
- karesansui (枯山水) – lett. paesaggio secco. Un giardino roccioso giapponese, spesso presente nei templi Zen e talvolta trovato anche nei templi di altre sette.
- katōmado (華頭窓) – una finestra a forma di campana originariamente sviluppata nei templi Zen in Cina, ma ampiamente utilizzata da altre sette buddiste e anche da edifici laici.
- kon-dō (金堂) – lett. "Sala d’oro", è la sala principale di un garan, che ospita l'oggetto principale del culto.[22] A differenza di un butsuden, è un vero edificio a due piani (anche se il secondo piano può a volte mancare) misurando 9 × 7 insenature.[22]
- konrō (軒廊) – corridoio coperto tra due edifici
- korō o kurō (鼓楼) – torre che ospita un tamburo che segna il passare del tempo. Era solito affrontare lo shōrō e giaceva vicino al kō-dō, ma ora il tamburo di solito è conservato nel rōmon.[19]
- kuin (庫院) –cucina / ufficio di un garan Zen. Un edificio che ospita la cambusa, la cucina e gli uffici di un tempio.[19] Di solito situato di fronte e al lato del butsuden, di fronte al sō-dō. Anche chiamato kuri.
- kuri (庫裏) – vedi kuin
- kyō-dō (経堂) – vedi kyōzō.
- kyōzō (経蔵) – lett. "deposito delle scritture". Deposito di sūtra e libri sulla storia del tempio.[22] Anche chiamato kyō–dō.
- miei-dō (御影堂) – lett. "sala dell'immagine". L'edificio ospita un'immagine del fondatore del tempio, equivalente a una setta Zen kaisan-dō.[22]
- mi-dō (御堂) – un termine onorifico generico per un edificio che custodisce una statua sacra.[22]
- Miroku Nyorai (弥勒如来) – Nome giapponese di Maitreya.
- mon (門) – un cancello del tempio, che può essere chiamato dopo la sua posizione (nandaimon: lett. "grande cancello meridionale"), la sua struttura (nijūmon: "ingresso a due piani"), una divinità (Niōmon: lett. "Ingresso Nio"), o i suoi utilizzi (onarimon: lett. "ingresso della visita imperiale", un cancello riservato all'imperatore). La stessa porta può quindi essere descritta usando più di un termine. Ad esempio, un Niōmon può essere allo stesso tempo un nijūmon.
- nandaimon (南大門) – la principale porta sud di un tempio, in particolare quella del Tōdai-ji di Nara.[22] Vedi anche mon.
- nijūmon (二重門) – un cancello a due piani con un tetto che circonda il primo.[22] Vedi anche mon.
- Niōmon (仁王門 o 二王門) – un cancello a due piani sorvegliato da due guardiani scolpiti in legno chiamati Niō.[22] Vedi anche mon.
- noborirō (登廊) – una scala coperta presso l'Hase-dera di Nara.
- pagoda – vedi stupa e tō.
- rōmon (楼門) - un cancello alto a due piani, solo uno dei quali ha spazio utilizzabile, circondato da un balcone e sormontato da un tetto.[22] Di origine buddista, è usato anche nei santuari shintoisti.[23]
- sai-dō (斎堂) – il refettorio in un tempio o in un monastero Zen.[19] Vedi anche jiki-dō.
- sandō （参道）- l'approccio che porta da un torii a un santuario. Il termine è usato anche a volte nei templi buddisti.
- sanmon (三門 o 山門) – l'ingresso di fronte al butsuden.[22] Il nome corto per Sangedatsumon (三解脱門?), lett. Porta delle tre liberazioni.[22] Le sue tre aperture (kūmon (空門?), musōmon (無相門?) e muganmon (無願門?) simboleggia le tre porte dell'illuminazione.[22] Entrando, si può liberarsi da tre passioni (貪 ton, o avidità, 瞋 shin, o odio, e 癡 chi, o "stupidità"). Vedi anche mon. Le sue dimensioni dipendono dal grado del tempio. (Vedi foto).
- sanrō (山廊) – piccoli edifici alle estremità di un cancello zen a due piani contenente le scale del secondo piano.
- sekitō (石塔) – una pagoda in pietra (stupa).[19] Vedi anche tō
- shichidō garan (七堂伽藍) – un termine doppio composto che significa letteralmente "sette sale" (七堂) e "(tempio) edificio" (伽藍). Ciò che viene contato nel gruppo di sette edifici, o shichidō, può variare molto da un tempio all'altro e da una scuola all'altra. In pratica, lo shichidō garan può anche significare semplicemente un grande complesso.
  - Nanto Rokushū e in seguito scuole non Zen: lo shichidō garan in questo caso include un kon-dō, un tō, un kō-dō, uno shōrō, un jiki-dō, un sōbō e un kyōzō.[19]
  - Scuole zen: uno Zen shichidō garan include un butsuden o butsu-dō, un hattō, un ku'in, un sō-dō, un sanmon, un tōsu e un yokushitsu.[19]
- shoin (書院) – originariamente uno studio e un posto per le conferenze sul sutra all'interno di un tempio, in seguito il termine è venuto a significare solo uno studio.[19]
- shōrō (鐘楼) – un campanile del tempio, un edificio da cui è appesa una campana.
- sōbō (僧坊) – Gli alloggi dei monaci in un garan non-Zen
- sō-dō (僧堂) – Lett. "sala dei monaci". Un edificio dedicato alla pratica dello Zazen.[19] Un tempo era dedicato a tutti i tipi di attività, dal mangiare al sonno, al centro dello zazen.
- sōmon (総門) – il cancello all'ingresso di un tempio.[19] Precede il sanmon più grande e più importante. Vedi anche mon.
- sōrin (相輪) – una guglia che si alzava dal centro del tetto di alcune sale del tempio, a gradoni come una pagoda.
- sotoba o sotōba (卒塔婆) – traslitterazione del sanscrito stupa.
  - Una pagoda. Torre con un numero dispari di livelli (tre, cinque, sette nove o tredici). Vedi anche stupa.
  - Strisce di legno lasciate dietro le tombe durante le cerimonie annuali (tsuizen) che simboleggiano uno stupa.[19] La parte superiore è segmentata come una pagoda e porta iscrizioni in sanscrito, sutra e il kaimyō (nome postumo) del defunto.

Nell'attuale giapponese, sotoba di solito ha il secondo significato.
- stupa – in origine un recipiente per le reliquie del Buddha, in seguito anche un ricettacolo per le scritture e altre reliquie. La sua forma è cambiata nell'Estremo Oriente sotto l'influenza della torre di guardia cinese per formare strutture simili a torri come il Tōbuttō, il gorintō, l'hōkyōintō, il sekitō, il tō, o il più semplice sotoba di legno.
- tatchū (塔頭 o 塔中)
  - Nei templi Zen, un edificio contenente una pagoda che racchiude le ceneri di un importante sacerdote.[22]
  - Più tardi, divenne un tempio sussidiario o un tempio minore a seconda di quello più grande.[22]
  - Infine, divenne anche tempio sussidiario essendo il tempio di famiglia (bodaiji) di un'importante famiglia.[22]
- tahōtō (多宝塔) – una pagoda a due piani con un piano terra con un soffitto a cupola e un tetto quadrato, un secondo piano circolare e tetti.[22]
- temizuya (手水舎) – una fontana vicino all'ingresso di un santuario e un tempio dove i fedeli possono lavarsi le mani e la bocca prima del culto.[22]
- tesaki (手先) – Termine utilizzato per contare le staffe di sostegno del tetto tokyō (斗きょう) proiettando dal muro di un tempio, di solito composto da due gradini futatesaki (二手先) o tre (mitesaki 三津手先).[22]
- tokyō (斗きょう) – vedi tesaki.
- torii (鳥居)- l'iconica porta shintoista all'ingresso di un'area sacra, di solito, ma non sempre, un santuario. I santuari di varie dimensioni possono essere trovati accanto o all'interno dei templi.
- tōrō (灯籠) – una lanterna in un santuario o tempio buddista. Alcune delle sue forme sono influenzate dal gorintō.
- -tō (塔)
  - Una pagoda e un'evoluzione dello stupa. Dopo aver raggiunto la Cina, lo stupa si è evoluto in una torre con un numero dispari di livelli (tre, cinque, sette, nove, tredici), ad eccezione del tahōtō, che ha due.[22]
  - La parola è usata insieme come suffisso di un numero che indica il numero di livelli di una pagoda (tre livelli = san-jū-no-tō, cinque livelli = go-jū-no-tō, sette livelli = nana-jū-no-tō, ecc.).
- tōsu o tōshi (東司) – il bagno del monastero Zen.[22]
- Yakushi-dō (薬師堂) – un edificio che custodisce una statua di Yakushi Nyorai.[22]
- yokushitsu (浴室) – il bagno di un monastero.[22]
- zen-dō (禅堂) – lett. "Sala dello Zen".[22] L'edificio in cui i monaci praticano lo zazen e una delle strutture principali di uno garan Zen.[22]

## Nomi dei templi
Un nome del tempio jigō (寺号?) o jimyō (寺名?) di solito è composto da tre parti. Il primo è il sangō (山号?, nome della montagna), il secondo è ingō (院号?, nome del convento) e il terzo è il san'in-jigō (山院寺号?, temple name).

### Sangō
Anche se possono trovarsi sul fondo di una valle, i templi sono metaforicamente chiamati montagne e anche i numeri usati per contarli portano il suffisso -san o -zan (山?), da qui il nome sangō. Questa tradizione risale ai tempi in cui i templi erano principalmente monasteri costruiti appositamente in remote aree montuose. La fondazione di un tempio si chiama kaisan (開山?, lett. apertura della montagna) per questa ragione.
Non esistono regole fisse per la sua formazione, ma il sangō è fondamentalmente di origine topografica, come nell'Hieizan Enryaku-ji: questi due nomi significano "Enryaku-ji del Monte Hiei". Per questo motivo a volte viene usato come nome personale, in particolare nello Zen. Ci può essere tuttavia qualche altra relazione semantica tra il sangō e il san'in-jigō, come per esempio nel caso di Rurikōzan Yakushi-ji. Il sangō e il jigō sono semplicemente nomi diversi dello stesso dio. A volte il sangō e il jigō sono entrambi nomi postumi, ad esempio della madre e del padre del fondatore.

### Ingō
Il carattere in (院?), che dà il nome all'ingò, originariamente indicava un recinto o una sezione e quindi, per analogia, in seguito venne a significare il chiostro di un monastero. È in questo senso che si applica ai templi o, più spesso, a quelli di rango inferiore. Può anche essere trovato nel nome di templi precedentemente minori sorti per caso in grande risalto. Ad esempio, il Kita-in di Kawagoe era uno dei tre sottotipi di un tempio che non esiste più. Meno frequente in un ingō sono -an (庵?, eremo) e -bō (坊?, quartiere dove vivono i monaci). -dō (堂?, sala) è normalmente usato nel nome di particolari edifici del composto di un tempio, ad es. Kannon-dō, ma può essere impiegato come nome di piccoli o templi minori.

### Jigō
L'unico nome di uso comune è tuttavia il jigō, suffisso di  (〜寺?, -ji, -tera, -dera, ... tempio) che può quindi essere considerato il principale. Il sangō e l'ingō non sono, e mai furono, di uso comune. Il carattere -ji che contiene è talvolta pronunciato come in Kiyomizu-dera, normalmente quando il resto del nome è un nome indigeno (kun'yomi).

### Nomi non ufficiali
I templi sono talvolta noti con un nome non ufficiale ma popolare. Di solito è di origine topografica, come nel caso del Sensō-ji di Asakusa, noto anche come Asakusa-dera. Un tempio può anche prendere il nome da una caratteristica speciale o famosa, come nel caso del Saihō-ji di Kyoto, comunemente chiamato Koke-dera, o "tempio del muschio" a causa del suo famoso giardino di muschio. I nomi non ufficiali possono avere varie altre origini.

### Approfondimenti
1. ↑  Il termine "santuario shintoista" è usato in opposizione al "tempio buddista" per rispecchiare la distinzione fatta in giapponese tra le strutture religiose scintoiste e buddiste.
2. ↑  Il fatto si rifletteva nel loro nome.
3. ↑  Un esempio esistente della fusione sincretica del buddismo e dello shintoismo è Seiganto-ji, parte del complesso del santuario di Kumano Sanzan.

### Riferimenti
1. 1 2 3 4   Einleitung: Religiöse Bauten und Anlagen in Japan – Religion-in-Japan, su univie.ac.at.
2. ↑    p. 79, ISBN 4-8122-9805-9.
3. 1 2  Fujita, Koga (2008:20-21)
4. ↑   Shintō, Versuch einer Begriffsbestimmung – Religion-in-Japan, su univie.ac.at. URL consultato il 25 novembre 2019 (archiviato dall'url originale il 27 marzo 2019).
5. ↑   Encyclopedia of Shinto - Home : Ancient : Jingūji, su eos.kokugakuin.ac.jp.
6. ↑  Young, Young, p=47
7. 1 2  Kamakura Official Textbook for Culture and Tourism
8. ↑  Mutsu (1995:172)
9. 1 2 3 4 5 6 7  Hozumi (1996:9-11)
10. 1 2  Fletcher, Cruickshank, p=737
11. ↑  Nishi, Hozumi, p=20
12. 1 2 3  Fletcher, Cruickshank, p=738
13. ↑  Young, Young, p=44
14. ↑  Kamakura Shōkō Kaigijo (2008: 56-57)
15. 1 2 3 4  Ōnuki (2008:80)
16. ↑  Shōtoku Taishi's Denkokonmokurokushō (聖徳太子伝古今目録抄)
17. ↑  Kōsetsu Bukkyō Daijiten (広説仏教語大辞典)
18. ↑  The six Buddhist schools 南都六宗?, introduced to Japan during the Asuka and Nara periods
19. 1 2 3 4 5 6 7 8 9 10 11 12 13 14 15  Iwanami Kōjien
20. ↑  Sekiso Ōrai (尺素往来?)
21. ↑  The Ōbaku School (黃檗) arrived in Japan in the 17th century.
22. 1 2 3 4 5 6 7 8 9 10 11 12 13 14 15 16 17 18 19 20 21 22 23 24 25 26 27 28 29 30 31  JAANUS.
23. ↑  Fujita, Koga.
24. 1 2 3 4 5 6 7   40, N. 4.